# 島津忠仍
島津 忠仍 （しまづ ただなお）は、安土桃山時代から江戸時代初期にかけての武将。薩摩国島津氏庶流。始め東郷氏、のちに島津氏に復姓した。

## 生涯
島津貴久の四男・家久の次男として誕生したが、天正5年（1577年）2月3日に東郷重尚の養子となり東郷 重虎と称した。
天正8年（1580年）の水俣出陣の際、僅か7歳で実父・家久に付いて出陣している。天正15年（1587年）、豊臣秀吉が九州征伐に乗り出し、高城が落城すると忠仍は島津領に退去する。ただしこの時、義父・重尚がこの前後に病没しており、忠仍もまだ少年であったため、忠仍は父の領地である日向国佐土原に戻り、自領には家臣らのみで籠城している。
文禄元年（1592年）、実兄の島津豊久に従い文禄・慶長の役に従軍し朝鮮に渡海、その際に島津義弘の命により東郷から島津に復姓、名を島津忠直と改めた（忠仍表記とした年代は不明）。しかし陣中で発病した為に佐土原に戻った。慶長5年（1600年）の関ヶ原の戦いで兄の豊久が戦死すると（島津の退き口）、豊久に嫡子が無かったため慶長9年（1604年）忠仍にその遺領を継ぐよう命が下るが、病身を理由に自身の娘婿に喜入忠続の子・忠栄を迎えてこれを継がせ、自らは知行1,000石で大隅国三躰堂村に隠棲した。
元和7年（1621年）に病死した。自らの跡目は嫡男の忠昌が継いだが、寛永9年（1632年）に島津姓を辞退する旨を上申し、翌年に受理されたため東郷に復姓した（東郷昌重と称する）。更に忠昌は樺山久尚の養子となったため（樺山久広と称する）、次男の重経が跡目を継いだ。重経と忠仍の三男の重頼兄弟も東郷姓に復し、重頼の子である源四郎忠辰は本城氏を名乗った。